# Tremolo

Tremolo anges i noter med tre tvärgående streck.

Tremolo ("dallring") är inom musiken en mycket snabb anslagsupprepning av en ton, eller i undantagsfall snabba växlingar mellan två toner. Tremolo anges i noter, till skillnad från vibrato och koloratur.
På violin är tremolo ett vanligt spelsätt för att göra tonen känslosam, och hos mandolinen är tremolo det vanligaste spelsättet. Tremolo används även ofta av gitarrister och basister inom Metal-musiken. Spansk klassisk gitarr grundar tekniken som regel på tremolo, vilket märks exempelvis i Recuerdos de la Alhambra.
Fysikaliskt innebär tremolo en amplitudmodulering eller upprepning av en ton, till skillnad från vibrato som innebär frekvensmodulering (tonhöjdsskillnad) av tonen. På många instrument innebär detta att det som bestämmer tonhöjden snabbt och rytmiskt ändrar trycket på strängen. I klassisk gitarr kan tremolo utföras med fingerspel, och utförs då genom att gitarristen växlar mellan två eller tre olika fingrar på samma sträng. På violin används istället stråken.